# Netwrix
 (août 2025).
L'article doit être relu — et modifié si nécessaire — par des contributeurs indépendants pour apporter un regard critique aux contributions effectuées en violation des conditions d'utilisation de Wikipédia, tant sur la forme (notamment concernant le style encyclopédique, la proportionnalité) que sur le fond (la neutralité de point de vue, la qualité et l'indépendance des sources).
 (janvier 2024).
Netwrix est une société privée de logiciels de sécurité informatique dont le siège social se situe à Frisco (États-Unis), et qui crée des logiciels visant à aider les organisations dans l'identification et la sécurisation de leurs données sensibles, ainsi que dans la réalisation d'audits de conformité.
Après le rachat de huit sociétés,,, Netwrix possède notamment des bureaux au Royaume-Uni, en France, en Allemagne, aux États-Unis et en Amérique latine. Elle se démarque grâce à ses produits Netwrix Auditor et StealthAUDIT  qui assistent les experts en sécurité de l'information et en gouvernance dans la gestion des données sensibles, réglementées, et critiques pour l'entreprise,,.
L'entreprise exerce ses activités aux États-Unis, ainsi que dans la région EMEA et la région APAC.

## Histoire

### Fondation (2006-2018)
L’entreprise Netwrix est fondée en 2006.
Netwrix lance son premier produit en 2007, un logiciel d'audit des changements conçu pour l'Active Directory. Ce logiciel devient un élément clé de la suite complète « Change Reporter »,.
En 2011, Netwrix dévoile le « SCOM Management Pack » pour la suite Change Reporter, facilitant l'intégration transparente des solutions d'audit Netwrix avec Microsoft System Center.
En novembre 2012, l'entreprise déploie une version actualisée d'Active Directory Change Reporter,.
En juin 2013, Netwrix change le nom de son produit principal, passant de « Netwrix Change Reporter » à « Netwrix Auditor ».
Le 7 février 2017, la société finance un financement de série A de la part d'Updata Partners, dont le siège se trouve à Washington.
Le 5 avril 2018, le conseil d'administration de l'entreprise nomme Steve Dickson au poste de PDG, succédant ainsi à l'ancien PDG et cofondateur, Mike Walters, et au président et cofondateur, Alex Vovk.

### Fusions et acquisitions (depuis 2018)
En août 2019, Netwrix établi un partenariat stratégique avec Mott MacDonald, un cabinet de conseil basé au Royaume-Uni, visant à fournir une technologie de classification des données à sa clientèle.
En octobre 2020, TA Associates acquiert une participation majoritaire dans Netwrix.
En janvier 2021, Netwrix et Stealthbits Technologies Inc, une société spécialisée dans les solutions de sécurité des données et de protection de la vie privée, fusionnent. En février de la même année, Netwrix finalise l'acquisition de Strongpoint, solution spécialisée dans la gestion des changements, de conformité et gestion des accès pour Salesforce et NetSuite.
Le 16 juin 2021, Netwrix finalise l'acquisition de New Net Technologies (NNT), une société qui offre des solutions logicielles pour la gestion des changements, des configurations, des vulnérabilités et des actifs,.
Le 24 mars 2021, Anixis, un fournisseur de logiciels spécialisé dans l'application de politiques de mots de passe, est racheté par l’entreprise,,.
En octobre 2021, Netwrix a finalisé l'acquisition de PolicyPak, un fournisseur de logiciels de sécurité conçus pour la gestion des postes de travail Windows 10, à la fois sur site et à distance,.
En août 2022, Netwrix a acquis avec succès Usercube, une société française de développement de logiciels spécialisée dans les solutions de gouvernance et d'administration des identités.
En septembre 2022, Netwrix a conclu l'acquisition de Mateso, un éditeur de logiciels basé en Allemagne et spécialisé dans le développement de solutions de gestion des mots de passe d'entreprise.
Plus récemment, en novembre 2022, Netwrix a finalisé l'acquisition d'Imanami, une société de logiciels basée aux États-Unis qui se spécialise dans la fourniture de solutions de gestion des identités et des accès pour Microsoft Active Directory, à la fois sur site et dans le cloud.

## Produits
En 2024, Netwrix propose actuellement une gamme de 16 solutions conçues pour faciliter la supervision des cinq fonctions du cadre de cybersécurité du NIST. Ces produits visent à renforcer les mesures de sécurité pour les données, les identités et les infrastructures.

### Sécurité de l'AD et protection contre les ransomware
Netwrix Threat Manager (anciennement « StealthDEFEND ») identifie et répond rapidement aux comportements anormaux et aux attaques avancées en temps réel.
Netwrix StealthINTERCEPT reconnaît les menaces en temps réel et émet des alertes concernant les altérations, authentifications et autres événements suspects ou à haut risque. Cela permet aux organisations de contrecarrer de manière proactive les compromissions potentielles et de protéger leurs données sensibles.
Netwrix Change Tracker aide à préserver l'intégrité du système en détectant les modifications de configuration non autorisées dans l'environnement informatique de l'organisation. Cela simplifie l'enquête sur les incidents de sécurité et accélère la réponse aux menaces potentielles.
Netwrix PoliyPak protège les terminaux Windows et MacOS en gérant les droits des administrateurs locaux, en favorisant une approche de moindre privilège et en empêchant l'installation de logiciels inconnus. Il garantit également la protection des postes de travail en vérifiant le déploiement exact des paramètres de la stratégie de groupe.
Netwrix Recovery for AD permet aux administrateurs de récupérer des objets AD complets ou des attributs individuels et de restaurer des les contrôleurs de domaine facilitant ainsi la restauration complète de la forêt.
Netwrix Password Policy Enforcer protège les infrastructures vitales en facilitant la mise en œuvre et l'administration des politiques de mot de passe Active Directory pour les comptes utilisateurs et administrateurs.
Netwrix Password Reset sert d'outil de réinitialisation des mots de passe AD, améliorant la sécurité des données en permettant aux utilisateurs de réinitialiser ou de modifier leurs mots de passe et de déverrouiller les comptes de manière indépendante. Cette opération peut être effectuée à partir de n'importe quel navigateur Web, ordinateur de bureau ou appareil mobile, ce qui élimine la nécessité de contacter le service d'assistance.
Netwrix 1Secure est une solution SaaS conçue pour les fournisseurs de services gérés (MSP). Elle met en évidence les risques, identifie les activités suspectes et offre un audit continu des changements au sein de Microsoft AD, Entra ID (anciennement Azure AD)  et des environnements Windows Server.

### Gestion des accès à privilèges (PAM)
Netwrix Privilege Secure minimise la surface d'attaque d'une organisation et entrave les mouvements latéraux. Il y parvient en remplaçant les comptes privilégiés vulnérables par des comptes éphémères qui fournissent l'accès le moins nécessaire et n'existent que pour la durée requise. Cette solution permet également d'éradiquer la croissance excessive des comptes privilégiés, en garantissant une approche de moindre privilège pour les points finaux et en assurant une sécurité de bout en bout pour l'accès privilégié.

### Gestion des identités et des accès (IAM)
Netwrix Usercube fonctionne comme une solution SaaS automatisant, supervisant et sécurisant les identités d'entreprise liées aux nouveaux arrivants, aux migrateurs et aux sortants. Le produit est conçu pour soutenir le modèle de sécurité Zero Trust.
Netwrix GroupID automatise les fonctions de gestion des utilisateurs et des groupes dans Active Directory, Entra ID (anciennement Azure AD) et MS365.
Netwrix Password Secure fonctionne comme un gestionnaire de mots de passe d'entreprise, protégeant les informations d'identification sensibles et veillant à ce qu'elles respectent des normes strictes.

### Gouvernance de l'accès aux données (DAG)
Netwrix Auditor et Netwrix Enterprise Auditor permettent d'identifier les risques, de découvrir les activités suspectes et de détecter les incidents de sécurité liés à des données sensibles.
Netwrix Data Classification reconnaît et catégorise les données sensibles, réglementées et critiques et réduise ainsi leur vulnérabilité.
Netwrix Strongpoint sert de solution de gestion de la configuration pour les systèmes CRM NetSuite et Salesforce. Elle permet d'éradiquer les erreurs de configuration et d'atténuer le risque de perte potentielle de données.